# Henryk Brandt
Henryk Brandt, niem. Heinrich von Brandt (ur. 2 sierpnia 1789 w Łąkach, zm. 23 stycznia 1868 w Berlinie) – pruski generał, oficer Legii Nadwiślańskiej, autor pamiętników i wielu prac wojskowych.

## Życiorys

### Wczesne lata
Henryk Brandt urodził się w czasie podróży swoich rodziców (ojca – urzędnika niemieckiego i matki – Polki). Łąki nie są więc jego miejscowością rodzinną. Początkowo kształcił się w domu pod okiem kilku nauczycieli. W wieku dziewięciu lat wraz z trzema starszymi braćmi wyjechał do Królewca, gdzie najpierw uczęszczał do liceum, a w 1805 podjął studia prawnicze.

### Kariera wojskowa
W listopadzie 1806 zaciągnął się do oddziałów pruskiej Landwehry, gdzie z powodu dobrego urodzenia otrzymał od razu stopień chorążego. W tym czasie trwała na terenie Polski kampania Napoleona przeciwko IV koalicji. Jego oddział mimo to do jej końca szkolony był w obozie z dala od frontu, przez co Henryk Brandt nie zdążył wziąć udziału w walkach. Po pokoju w Tylży opuścił Landwehrę i powrócił w rodzinne strony, które podlegały teraz administracji Księstwa Warszawskiego. Bezskutecznie próbował znów dołączyć do oddziałów armii pruskiej.
W 1808 dostał się do Legii Nadwiślańskiej ze stopniem podporucznika. Skierowany został do walk w Hiszpanii. 14 czerwca 1809 mianowany został p.o. dowódcy kompanii woltyżerów 2. batalionu 2. pułku Legii Nadwiślańskiej. 16 lutego 1810 został ciężko ranny w bitwie pod Villel. 26 listopada 1810 został odznaczony Krzyżem Kawalerskim Virtuti Militari i mianowany do stopnia porucznika. Następnie brał udział w inwazji na Rosję. 22 sierpnia 1812 mianowany został do stopnia kapitana, 4 października 1812 został ranny pod Winkowem. W 1813 wziął udział w kampanii niemieckiej, gdzie został ranny w bitwie pod Lipskiem i wzięty do niewoli.
W Królestwie Polskim służył w 7. pułku piechoty, jednak po przejściu jego stron rodzinnych do Prus podał się do dymisji i od 1816 służył w pruskim 10. pułku piechoty w randze kapitana.
W 1828 powołany na stanowisko profesora do szkoły wojennej. W 1831 przebywał w sztabie wojskowym w Poznaniu i podczas powstania listopadowego wysłano go z tajną misją do Warszawy, gdzie asystował podczas kapitulacji wojsk polskich. W 1848, już jako pułkownik, ponownie przebywał w Poznaniu, gdzie obserwował walki powstania Wiosny Ludów. 29 kwietnia tego roku zdobył Książ, a jego oddziały dopuściły się licznych gwałtów na ludności cywilnej miasta. Mimo że nie zdążył podciągnąć wojsk pod Miłosław, otrzymał za tę kampanię awans na generała. W latach 1853–1857 dowodził jedną z dywizji w Poznaniu. Od 1857 w stanie spoczynku.

### Kariera polityczna
Od 9 czerwca 1848 do 18 czerwca 1848 Brandt był członkiem parlamentu frankfurckiego. W 1849 wybrany został do izby wyższej pruskiego Landtagu, a w 1850 do parlamentu Erfurcie.

### Życie prywatne
Był ojcem Maxa von Brandta, znanego niemieckiego dyplomaty.

## Dzieła

### Wydane w języku polskim
- Moja służba w Legii Nadwiślańskiej. Wspomnienia z Hiszpanii oraz Rosji 1807–1812. Gdynia 2002.

### Wydane w języku niemieckim
- Ansichten über Kriegsführung im Geiste der Zeit, verglichen mit den besten älteren Werken über die Kriegskunst und mit besonderer Hinsicht auf Napoleons Memoiren. Berlin 1924.
- Handbuch für den ersten Unterricht in der höhern Kriegskunst. Berlin 1829.
- Grundzüge der Taktik der drei Waffen. Berlin 1833.
- Geschichte des Kriegswesens. W: Handbibliothek für Offiziere. Berlin 1830–1835.
- Der kleine Krieg. Berlin, wydanie drugie, 1850.
- Rußland’s Politik und Heer in den letzten Jahren. Berlin 1852.
- Aus dem Leben des Generals der Infanterie z. D. Dr. Heinrich von Brandt: aus den Tagebüchern und Aufzeichnungen seines verstorbenen Vaters zusammengestellt. Berlin 1870–1882